# Benthalbella linguidens
Benthalbella linguidens is een straalvinnige vissensoort uit de familie van parelogen (Scopelarchidae). De wetenschappelijke naam van de soort is voor het eerst geldig gepubliceerd in 1953 door Mead & Böhlke.